# 5G NR
5G NR (5G New Radio) je tehnologija radio pristupa (RAT) razvijena od strane 3rd Generation Partnership Project (3GPP) za mobilnu mrežu 5G (pete generacije). Dizajnirana je da bude globalni standard za radio interfejs 5G mreža. Bazirana je na OFDM (ortogonalna frekventna multipleksna tehnika), kao i standard 4G (četvrte generacije) dugoročne evolucije (LTE).
Specifikacija serije 38 iz 3GPP pruža tehničke detalje za 5G NR, naslednika LTE.
Istraživanje o 5G NR unutar 3GPP započelo je 2015. godine, a prva specifikacija postala je dostupna krajem 2017. Dok je proces standardizacije još bio u toku, industrija je već počela da razvija infrastrukturu koja je u skladu sa nacrtom standarda, sa prvim komercijalnim lansiranjem 5G NR mreže krajem 2018. godine. Od 2019. godine, mnogi operateri su implementirali 5G NR mreže, a proizvođači mobilnih uređaja razvili su telefone sa podrškom za 5G NR.

## Frekvencijski opsezi
5G NR koristi frekvencijske opsege u dva široka frekvencijska raspona:
1. Frekvencijski raspon 1 (FR1), za opsege unutar 410 MHz – 7.125 MHz
2. Frekvencijski raspon 2 (FR2), za opsege unutar 24.250 MHz – 71.000 MHz

## gNodeB
gNodeB ili gNb (Next Generation Node B) označava 5G baznu stanicu. Prenosi radio podatke do i prima podatke od korisničke opreme. Njegova zona pokrivenosti naziva se ćelija. gNodeB može biti toranj.
"Non-Standalone" (NSA) gNodeB se bazira na postojećoj LTE (4G) baznoj stanici (eNodeB ili eNB).

## Implementacija mreže
Ooredoo je prvi operater koji je pokrenuo komercijalnu 5G NR mrežu u maju 2018. u Kataru. Ostali operateri širom sveta su pratili ovaj trend.

## Razvoj
Godine 2018, 3GPP je objavio Release 15, koji uključuje ono što se opisuje kao "Faza 1" standardizacije za 5G NR. Vremenski okvir za Release 16, koji će biti "5G faza 2", uključuje krajnji datum od marta 2020. i datum završetka od juna 2020. Release 17 je prvobitno bio zakazan za septembar 2021., ali je zbog pandemije COVID-19 pomeren za jun 2022.
Počeo je rad na Release 18 u okviru 3GPP. Release 18 se naziva "NR Advanced", što predstavlja novi korak u razvoju bežičnih komunikacionih sistema. NR Advanced će uključivati funkcije kao što su eXtended Reality (XR), AI/ML studije i unapređenja mobilnosti.

## Načini implementacije
Početna lansiranja 5G NR će se oslanjati na postojeću LTE infrastrukturu u non-standalone (NSA) modu, pre nego što se razvije standalone (SA) mod sa 5G jezgronom mrežom. Takođe, spektar se može dinamički deliti između LTE i 5G NR.

### Dinamičko deljenje spektra
Da bi se bolje iskoristili postojeći resursi, operateri mogu dinamički deliti spektar između LTE i 5G NR. Spektar se multipleksira tokom vremena između obe generacije mobilnih mreža, dok se LTE mreža koristi za kontrolne funkcije, u zavisnosti od korisničke potražnje. Dinamičko deljenje spektra (DSS) može se implementirati na postojećoj LTE opremi, pod uslovom da je kompatibilna sa 5G NR.

### Non-standalone mod
Non-standalone (NSA) mod 5G NR odnosi se na opciju implementacije 5G NR koja zavisi od kontrolne ravni postojećih LTE mreža za kontrolne funkcije, dok je 5G NR usmeren isključivo na korisničku ravan. Ovaj pristup ubrzava usvajanje 5G tehnologije, iako su neki operateri i proizvođači kritički nastrojeni prema prioritetizaciji uvođenja NSA na račun implementacije standalone mreža.

### Standalone mod
Standalone (SA) mod 5G NR odnosi se na korišćenje 5G ćelija za signalizaciju i prenos informacija. Uključuje novu 5G Packet Core arhitekturu umesto oslanjanja na 4G Evolved Packet Core, što omogućava implementaciju 5G bez LTE mreže. Očekuje se da će imati niže troškove, bolju efikasnost i pomoći razvoju novih primena. Međutim, početna implementacija može imati sporije brzine nego postojeća mreža zbog raspodele spektra. Koristi novu jezgronu mrežu posvećenu 5G.

## Numerologija (razmak podnosioca)
5G NR podržava sedam razmaka podnosioca:
| Razmak podnosioca (kHz) | Trajanje slota (ms) | Frekvencijski opsezi | Beleške                                                                                       |
| ----------------------- | ------------------- | -------------------- | --------------------------------------------------------------------------------------------- |
| 15                      | 1                   | FR1                  | Isto kao LTE                                                                                  |
| 30                      | 0.5                 | FR1                  |                                                                                               |
| 60                      | 0.25                | FR1 i FR2            | Normalni i prošireni ciklični prefiks (CP) mogu se koristiti sa razmakom podnosioca od 60 kHz |
| 120                     | 0.125               | FR2                  |                                                                                               |
| 240                     | 0.0625              | FR2                  | Ovo je moguće samo za pretragu i merenje, koristeći Blok signala sinhronizacije (SSB)         |
| 480                     | 0.03125             | FR2                  |                                                                                               |
| 960                     | 0.01565             | FR2                  |                                                                                               |

Dužina cikličnog prefiksa je obrnuto proporcionalna razmaku podnosioca. Ona iznosi 4,7 μs sa razmakom podnosioca od 15 kHz, a 4,7 / 16 = 0,29 μs za razmak podnosioca od 240 kHz. Pored toga, veći razmaci podnosioca omogućavaju smanjenu latenciju i povećanu podršku za opsege visokih frekvencija, što je ključno za ultra-pouzdane komunikacije sa niskom latencijom (URLLC) i poboljšane mobilne širokopojasne aplikacije (eMBB) u 5G.

## NR-Light / RedCap
U okviru 5G NR Release 17, 3GPP je uveo NR-Light za uređaje sa smanjenim mogućnostima (RedCap). NR-Light, poznat i kao RedCap, dizajniran je da podrži širok spektar novih i nadolazećih slučajeva upotrebe koji zahtevaju nižu složenost i smanjenu potrošnju energije u poređenju sa tradicionalnim 5G NR uređajima.
NR-Light je usmeren na uređaje u srednjoj kategoriji performansi, balansirajući između visokih performansi standardnih 5G NR uređaja i ultra-niske složenosti LTE-M i NB-IoT uređaja. Ovo ga čini idealnim za primene kao što su:
- Nosivi uređaji: Uključujući pametne satove, fitnes narukvice i uređaje za praćenje zdravlja koji koriste nižu potrošnju energije i produženi vek trajanja baterije.
- Industrijski senzori: Uređaji u pametnim fabrikama i industrijskoj automatizaciji kojima je potrebna pouzdana povezanost uz smanjenu složenost.
- Pametni kućni uređaji: Proizvodi za kućnu automatizaciju, uključujući sigurnosne kamere i pametne aparate, kojima je potrebna efikasna i isplativa povezanost.

Ključne karakteristike NR-Light tehnologije uključuju:
- Smanjena širina pojasa: NR-Light podržava užu širinu pojasa, smanjujući ukupnu složenost i energetske zahteve uređaja.
- Pojednostavljene konfiguracije antena: Korišćenje manjeg broja antena u poređenju sa standardnim 5G NR uređajima, što pomaže u smanjenju troškova i potrošnje energije.
- Niže brzine prenosa podataka: Optimizovano za aplikacije koje ne zahtevaju veliki protok podataka, osiguravajući efikasno korišćenje mrežnih resursa.
- Produženi vek trajanja baterije: Optimizacije usmerene na smanjenje potrošnje energije omogućavaju da NR-Light uređaji postignu znatno duži vek trajanja baterije, što je ključno za nosive uređaje i senzore.

NR-Light proširuje 5G ekosistem pružajući skalabilno rešenje koje zadovoljava potrebe uređaja sa različitim zahtevima performansi, čime se povećava potencijal za IoT i druge povezane tehnologije.